# Freudenberg (Opper-Palts)
Freudenberg is een gemeente in de Duitse deelstaat Beieren, en maakt deel uit van het Landkreis Amberg-Sulzbach.
Freudenberg telt 4.143 inwoners.

## Deelgemeenten
Ontstaan door de fusies op 1 januari 1970 en 1 april 1971 van volgende gemeenten (met hun inwonertal) :
- Aschach (838)
- Etsdorf (518)
- Freudenberg (817)
- Hiltersdorf (630)
- Lintach (722)
- Pursruck (147)
- Wutschdorf (577)

Ammerthal ·
Auerbach i.d.OPf. ·
Birgland ·
Ebermannsdorf ·
Edelsfeld ·
Ensdorf ·
Etzelwang ·
Freihung ·
Freudenberg ·
Gebenbach ·
Hahnbach ·
Hirschau ·
Hirschbach ·
Hohenburg ·
Illschwang ·
Königstein ·
Kümmersbruck ·
Markt Kastl ·
Neukirchen b.Sulzbach-Rosenberg ·
Poppenricht ·
Rieden ·
Schmidmühlen ·
Schnaittenbach ·
Sulzbach-Rosenberg ·
Ursensollen ·
Vilseck ·
Weigendorf